# Херљани
Херљани (слч. Herľany) насељено је мјесто са административним статусом сеоске општине (слч. obec) у округу Кошице-околина, у Кошичком крају, Словачка Република.

## Становништво
| Година:    | 1994. | 2004.   | 2014.   | 2024.   |
| ---------- | ----- | ------- | ------- | ------- |
| Број људи: | 292   | 287     | 285     | 286     |
| Разлика:   |       | -1,71 % | -0,69 % | +0,35 % |

| Година:    | 2023. | 2024.   |
| ---------- | ----- | ------- |
| Број људи: | 276   | 286     |
| Разлика:   |       | +3,62 % |

Према подацима о броју становника из 2024. године насеље је имало 286 становника.